# Peter Goedel

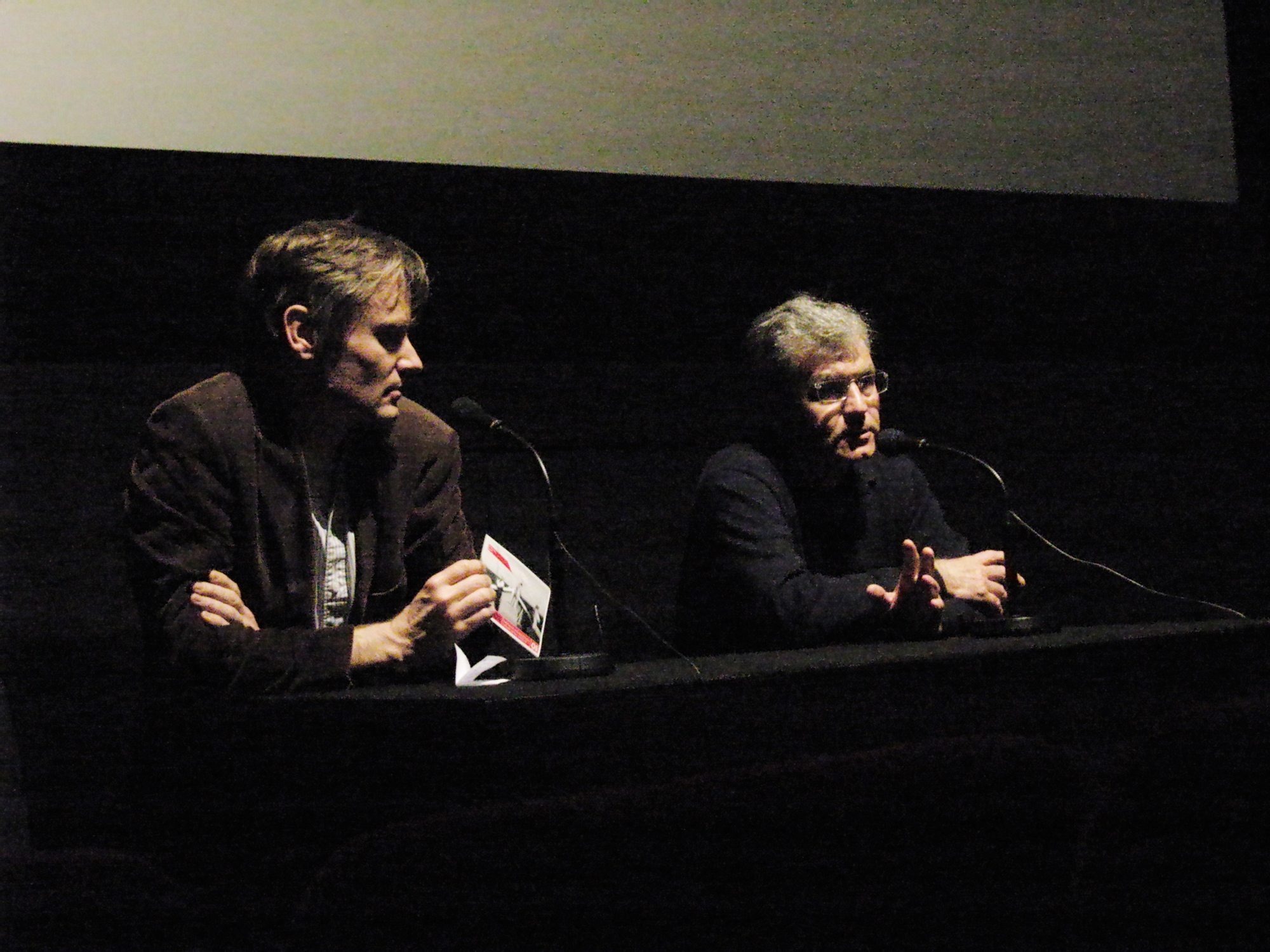
Ulrich Mannes im Gespräch mit Peter Goedel auf dem Underdox Filmfestival (2010)

Peter Goedel (* 3. April 1943 in Torgau) ist ein deutscher Autor, Regisseur und Filmproduzent.

## Leben
Nach dem Abitur in Stuttgart studierte Peter Goedel Literatur- und Theaterwissenschaften, außerdem Kunstgeschichte und Philosophie in Köln und München. Anschließend arbeitete er als Dramaturg und Regie-Assistent an verschiedenen Theatern. Erste Inszenierungen. Ab 1972 war er Regie-Assistent an diversen Film- und Fernsehproduktionen. Ab 1974 drehte Goedel eigene Filme fürs Fernsehen. Freier Mitarbeiter, Autor und Regisseur, für verschiedene Fernsehanstalten, vor allem für WDR, HR und BR, Kultur- und Filmredaktionen. Diverse Filme vorwiegend auf dem dokumentarischen Gebiet, Radiofeatures und Hörspiele. 1978 Gründung der Peter Goedel Filmproduktion, Spezialisierung auf Filme über kulturelle Themen, von der Geschichte der Bleistift-Dynastie Faber-Castell über Porträts berühmter Schriftsteller wie Elias Canetti bis hin zu Literaturverfilmungen. Peter Goedel arbeitet sowohl für das Fernsehen wie auch für das Kino, realisiert Spielfilme und Fernsehspiele.
Diverse Festivalteilnahmen und Veranstaltungen für Goethe-Institute. Mitglied in verschiedenen Jurys (u. a. Europäischer Filmpreis, Bayerischer Dokumentarfilmpreis „Der junge Löwe“).

## Arbeiten für den Hörfunk
- 1977: Deutschland war ein großes öffentliches Treibhaus. Der Wiederaufbau in Literatur und Wirklichkeit. Zusammen mit Herbert Hoven. WDR/SDR[1]
- 1978: Außer Briefe schreiben, kann man hier nichts. Zusammen mit Herbert Hoven. WDR[2]

## Filmografie (Auswahl)
- 1975: Elias Canetti. Eine Reise in die Provinz des Menschen (TV, mit Peter Laemmle)
- 1978: Rainer, 21 Jahre, möchte Schlagersänger werden (mit Herbert Hoven)[3]
- 1980: Alois Gugutzer, Filmvorführer: ‚Das Zelluloid läßt einen nicht los‘ (TV)
- 1981: Talentprobe
- 1983: Rückkehr zu den Sternen. Über Science und Fiction[4]
- 1984: Hugo Kükelhaus. Leben ist Schwingung[5]
- 1987: Rendezvous unterm Nierentisch (Produzent)
- 1987: Das Treibhaus
- 1988: Hinter den Elbbrücken
- 1990: Ortelsburg/Szczytno – Es war einmal in Masuren (TV)
- 1992: Deutschfieber
- 1993: Peter Przygodda, Schnittmeister
- 1993: Trip nach Tunis (TV)[6]
- 1994: Novacek - La star de Babelsberg (TV, Produzent)[7]
- 2000: Tanger – Legende einer Stadt
- 2009: Zugabe - Talentprobe. Ein Wiedersehen (TV)
- 2010: An der Saale hellem Strande - Ein Kulturhaus erzählt
- 2012: Die Nacht ist nicht allein zum Schlafen da
- 2022 Tod in Rom. August von Goethe (Kurzfilm)

## Auszeichnungen
- 1988: Nominierung für den Deutschen Filmpreis für Das Treibhaus (nach dem gleichnamigen Roman von Wolfgang Koeppen)
- 1999: Großer Preis des Internationalen Filmfestivals in Figueira da Foz (Portugal) für Tanger
- 2001: Preis der Stadt München „LiteraVision“ für das beste Autorenporträt (über Magdalen Nabb)
- 2003: Nominierung für den Deutschen Kamerapreis (für einen Film über den marokkanischen Schriftsteller Tahar Ben Jelloun)
- 2012: Nominierung für den Schnittpreis Filmplus (für Die Nacht ist nicht allein zum Schlafen da)
- 2024: Filmpreis der Stadt Hof[8]

## Veröffentlichungen
- 1980: Sprechstörungen. 4 Hörspieltexte. Mit einer Einleitung von Waltraud Schmitz-Bunse. Radius Verlag Stuttgart[9]
- 1995: Wolfgang Koeppen, Es war einmal in Masuren. Als Film eingerichtet von Peter Goedel. Mit 35 Fotografien. Suhrkamp Verlag Frankfurt/Main[10]
- 2018: Peter Nau, Das unbekannte Meisterwerk - Die Filme von Peter Goedel. SYNEMA - Gesellschaft für Film und Medien Wien, ISBN 978-3901644757[11]
- 2018: Thomas Brandlmeier: Die Filme von Peter Goedel. Filmdienst 7. Oktober 2019[12]

## Kuratorische Tätigkeit
2014–2017: Ausstellungsprojekt über die Kulturhäuser der DDR. Das Kulturwunder im Osten Deutschlands - Rückblicke und Perspektiven

## Werkschauen
- 2018 Zeughauskino (Deutsches Historisches Museum Berlin) Schauplätze geistiger Erfahrung - Filme von Peter Goedel[14]
- 2023 Filmmuseum München (Stadtmuseum München) Werkschau Peter Goedel. Zum 80. Geburtstag[15]